# Görslower Ufer
Görslower Ufer este o arie protejată (arie specială de conservare — SAC, sit de importanță comunitară — SCI) din Germania întinsă pe o suprafață de 48 ha, integral pe uscat.

## Localizare
Centrul sitului Görslower Ufer este situat la coordonatele 53°37′48″N 11°29′41″E / 53.63°N 11.4947°E.

## Înființare
Situl Görslower Ufer a fost declarat sit de importanță comunitară în decembrie 1999 pentru a proteja 1 specie de animale. Situl a fost protejat și ca arie specială de conservare în august 2016.

## Biodiversitate
Situată în ecoregiunea continentală, aria protejată conține 2 habitate naturale: Ape puternic oligomezotrofe cu vegetație bentonică cu Chara spp., Păduri de fag Asperulo-Fagetum.
La baza desemnării sitului se află o specie protejată de  mamifere: vidră de râu (Lutra lutra)